# Lagunes

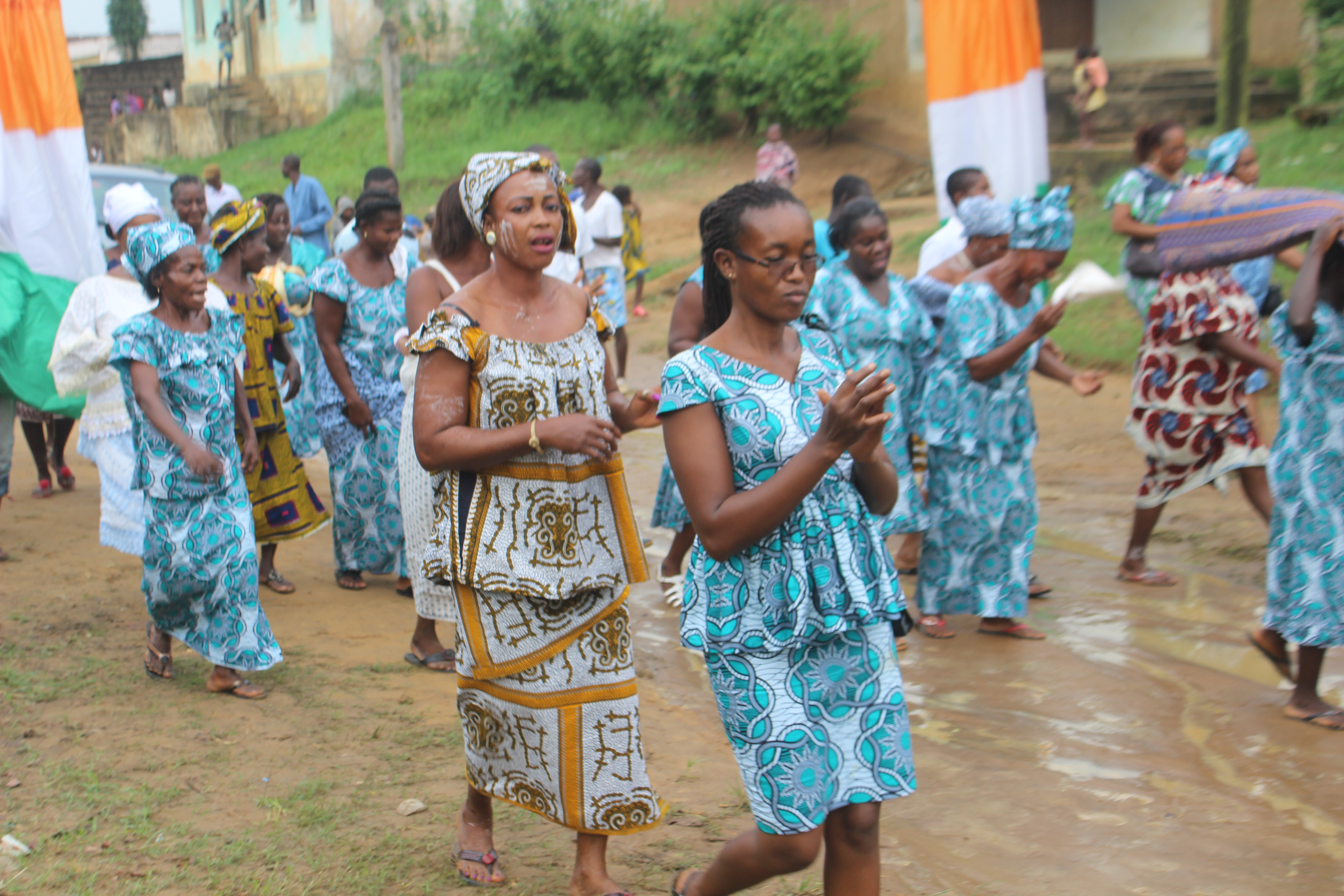
Dansende vrouwen in Dabou

Lagunes is een district van Ivoorkust met als hoofdstad Dabou. Het district ligt aan de Golf van Guinee  en telde in 2014 1.478.047 inwoners.
Voor 2011 was Lagunes een regio van ongeveer 13.000 km² in oppervlakte met Abidjan als hoofdstad. De volkstelling van 1988 liet een bevolkingsaantal van 2.575.501 zien. Bij de bestuurlijke hervorming van 2011 werd Abidjan een autonoom district en werd de rest van de voormalige regio Lagunes samengevoegd met de regio Agnéby om het district Lagunes te vormen.

## Grenzen
Lagunes ligt aan de Golf van Guinee en grenst aan de districten Bas-Sassandra, Gôh-Djiboua, Lacs, Comoé en Abidjan.

## Regio's
Het district is verder opgedeeld in drie regio's:
- Agnéby-Tiassa
- Grands-Ponts
- La Mé